# 순장
순장(殉葬)은 고대에 왕이나 귀족 등 고위층이 사망하였을 경우 처자와 노비(때때로 가축)를 장례식에서 함께 매장하던 일이다. 왕이 죽을 경우 그 수하의 시녀나 내관을 함께 매장하기도 했다. 순장되는 사람들은 스스로의 의지에 따라 택하는 경우도 있었지만 대부분은 강제적으로 이루어진 것으로 보인다. 동 · 서의 고대 사회에서 두루 행해졌던 장례 방식이다. 고대 인도나 메소포타미아는 물론, 고대 중국과 한국, 일본에서도 순장 사례가 확인되고 있다. 고대 중국 상나라(또는 은나라)에서는 어린이 또한 산 채로 또는 죽여서 순장하였다.
이러한 장례 방식은 조상 숭배 신앙과 연결되는 것으로 그들은 조상의 영혼이 현세의 후손들과 항상 밀접한 관계를 가지고 있는 것으로 믿었다. 현재 이러한 순장은 법적으로 금지되어 있으며, 우수한 인재를 상실하는 것을 막기 위한 목적에서 비롯된 것으로 여겨진다. 순장이 금지된 춘추시대부터는 사람을 닮은 인형을 나무나 흙으로 만들어 넣기도 했는데, 대표적인 것이 진시황릉의 병마용이다.
또, 인도의 풍습인 사티는 남편이 죽어 화장시킬 때 부인을 함께 화장시키거나, 같이 따라 죽는 풍습으로, 일종의 순장이라 할 수 있다.

## 중국
춘추전국 시대부터 대규모 순장이 존재했다. 가장 대표적인 예는 진시황 붕어 때 수많은 사람들이 순장당한 것이다. 이후 끊임없는 비판을 받아 수나라 때 사그라들었다가, 요나라 때부터 다시 부활했다. 금나라 때 잠시 사그라들었지만, 원나라 때 다시 활성화되었고, 명과 청나라까지 이어졌다. 인명경시 사상의 대표적인 예이다.

## 한국
중국의 역사책인 《삼국지》 위서 동이전(30권)에 따르면, 부여에서는 「사람이 죽으면 여름에는 모두 얼음을 쓰고, 사람을 죽여 순장시키는데 많을 때는 백 명을 헤아렸다」고 전하고 있다. 한국의 《삼국사기》는 고구려 동천왕이 승하했을 때 왕을 따라 죽으려는 사람이 많았는데, 뒤를 이은 중천왕이 이것을 금지했음에도 불구하고 100명이 넘는 사람들이 동천왕의 장례날 왕을 따라 자결했으므로 그들의 시신을 수습해 왕릉 옆에 묻고 이름을 「시원(屍原)」이라 불렀다고 전하고 있다. 한국에서는 왕, 또는 지위가 높은 사람을 묻을 때, 노비 등도 묻었다.
고고학적으로는 가야의 창녕 송현동 고분군과 고령 지산동 고분군에서 순장의 흔적이 확인되고 있는데, 합천 봉산면 송림리의 반계제 고분군 가A호분의 경우 순장된 자를 묻기 위한 「순장곽」이라는 공간이 존재했고 그 안에서 말의 이빨이 확인되어 말이 순장된 것으로 여겨진다. 쌍책면 옥전고분군의 묘역 6기의 석곽 가운데 82호분을 제외하면 모두 「순장곽」으로 확인되었으며 M1-3호 석곽에서는 키 170cm 정도의 성인 남자의 머리뼈와 엉덩이뼈, 그리고 이가 수습되었다. 오른쪽 엉덩이뼈 부분에 작은 칼을 차고 있었던 것과 부장품 가운데 쇠창이 포함되어 있었던 점에서 순장자는 생전 귀인을 섬기던 호위무사였던 것으로 여겨지고 있다.
《삼국사기》는 신라 지증왕 3년(502년)에 왕이 순장을 금지하는 영을 내렸다고 하여, 공식적으로 순장이 폐지된 사실을 전하고 있다.

## 순장을 다룬 작품
- 김훈 『현의 노래』, 대가야의 왕의 장례식에서 순장되는 자들의 모습이 묘사되어 있다.

## 같이 보기
- 죽음
- 장례